# Estanislao Esteban Karlic
Estanislao Esteban Karlic (Oliva, 7 febbraio 1926 – Paraná, 8 agosto 2025) è stato un cardinale e arcivescovo cattolico argentino.

## Biografia
Estanislao Esteban Karlic è nato il 7 febbraio 1926 ad Oliva, provincia di Córdoba e diocesi di Villa María, nella parte centrale della Repubblica Argentina.
Ha ricevuto l'ordinazione sacerdotale l'8 dicembre 1954, a Roma, per imposizione delle mani di Zenobio Lorenzo Guilland, arcivescovo metropolita di Paraná; si è incardinato nell'arcidiocesi di Córdoba.

### Ministero episcopale
Il 6 giugno 1977 papa Paolo VI lo ha nominato vescovo ausiliare di Córdoba assegnandogli contestualmente la sede titolare di Castro. Ha ricevuto la consacrazione episcopale il 15 agosto seguente, presso la cattedrale dell'Assunzione di Maria Vergine a Córdoba, per imposizione delle mani del cardinale Raúl Francisco Primatesta, arcivescovo metropolita di Córdoba, co-consacranti i vescovi Alfredo Guillermo Disandro, vescovo titolare di Vico della Torre ed ausiliare di Córdoba, e Cándido Genaro Rubiolo, vescovo di Villa María. Come motto episcopale ha scelto Servire.
Il 19 gennaio 1983 papa Giovanni Paolo II lo ha promosso arcivescovo coadiutore di Paraná con facoltà di amministratore apostolico sede plena; ha fatto il proprio ingresso in arcidiocesi il 20 marzo seguente.
Il 1º aprile 1986, dopo l'accettazione della rinuncia per raggiunti limiti d'età di Adolfo Servando Tortolo, che aveva guidato l'arcidiocesi per quasi ventiquattro anni, è succeduto per coadiutoria come arcivescovo metropolita di Paraná. In seguito ha preso possesso dell'arcidiocesi durante una cerimonia svoltasi presso la cattedrale di Nostra Signora del Rosario a Paraná. Il 29 giugno seguente, giorno della solennità dei Santi Pietro e Paolo, si è recato presso la basilica di San Pietro in Vaticano, dove il papa gli ha imposto il pallio, simbolo di comunione tra il metropolita e la Santa Sede.
Nel 1996 è stato eletto presidente della Conferenza Episcopale dell'Argentina per un mandato di un triennio, subentrando al cardinale Antonio Quarracino, arcivescovo metropolita di Buenos Aires; rieletto per un nuovo mandato nel 1999, ha ricoperto tale incarico fino al 2002, quando gli è succeduto Eduardo Vicente Mirás, arcivescovo metropolita di Rosario.
Nel 1997 papa Giovanni Paolo II lo ha nominato segretario speciale per la I Assemblea Speciale per l'America del Sinodo dei Vescovi, svoltasi presso la Città del Vaticano dal 12 novembre al 12 dicembre dello stesso anno.
Il 29 aprile 2003 papa Giovanni Paolo II ha accettato la sua rinuncia dal governo pastorale dell'arcidiocesi di Paraná per raggiunti limiti d'età, ai sensi del can. 401 § 1 del Codice di diritto canonico, divenendone arcivescovo emerito all'età di settantasette anni; gli è succeduto Mario Luis Bautista Maulión, trasferito contestualmente dalla sede di San Nicolás de los Arroyos.
Nel 2005 è divenuto membro dell'Ordine di Sant'Agostino.

### Cardinalato
Il 17 ottobre 2007, al termine dell'Udienza generale, papa Benedetto XVI ha annunciato la sua creazione a cardinale nel concistoro del 24 novembre seguente; avendo già ottantuno anni al momento dell'annuncio, non ha il diritto di entrare in conclave e di essere membro dei dicasteri della Curia romana, in conformità all'art. II § 1-2 del motu proprio Ingravescentem Aetatem, pubblicato da papa Paolo VI il 21 novembre 1970. 
Durante la cerimonia, svoltasi alle 10:30 presso la basilica di San Pietro in Vaticano, gli sono stati conferiti la berretta, l'anello ed il titolo cardinalizio della Beata Vergine Maria Addolorata a piazza Buenos Aires, vacante dal 1º maggio 2006, giorno della morte del cardinale connazionale Raúl Francisco Primatesta, arcivescovo emerito di Córdoba e che già lo aveva ordinato vescovo. Ha preso possesso della sua chiesa titolare durante una cerimonia svoltasi il 2 febbraio 2008 alle ore 18:30.
Dopo la rinuncia di papa Benedetto XVI, a motivo dell'età non ha potuto prendere parte al conclave del 2013, che si è concluso con l'elezione al soglio pontificio del cardinale Jorge Mario Bergoglio, arcivescovo metropolita di Buenos Aires, con il nome di Francesco.
Dal 28 settembre 2024, in seguito al decesso del cardinale Alexandre do Nascimento, è stato il membro più anziano del Collegio cardinalizio fino al 7 dicembre successivo, giorno della creazione cardinalizia di Angelo Acerbi.
È morto l'8 agosto 2025 all'età di 99 anni. Il funerale e la sepoltura si sono svolti, il giorno seguente, nella cattedrale di Nostra Signora del Rosario a Paraná.

## Genealogia episcopale e successione apostolica
La genealogia episcopale è:
- Cardinale Scipione Rebiba
- Cardinale Giulio Antonio Santori
- Cardinale Girolamo Bernerio, O.P.
- Arcivescovo Galeazzo Sanvitale
- Cardinale Ludovico Ludovisi
- Cardinale Luigi Caetani
- Cardinale Ulderico Carpegna
- Cardinale Paluzzo Paluzzi Altieri degli Albertoni
- Papa Benedetto XIII
- Papa Benedetto XIV
- Papa Clemente XIII
- Cardinale Bernardino Giraud
- Cardinale Alessandro Mattei
- Cardinale Pietro Francesco Galleffi
- Cardinale Giacomo Filippo Fransoni
- Cardinale Carlo Sacconi
- Cardinale Edward Henry Howard
- Cardinale Mariano Rampolla del Tindaro
- Cardinale Antonio Vico
- Arcivescovo Filippo Cortesi
- Arcivescovo Zenobio Lorenzo Guilland
- Arcivescovo Antonio José Plaza
- Cardinale Raúl Francisco Primatesta
- Cardinale Estanislao Esteban Karlic

La successione apostolica è:
- Arcivescovo Juan Alberto Puiggari (1998)